# Maria do Carmo Abecassis
Maria do Carmo Abecrame là một nhà thơ người Mozambique.
Abecrame được sinh ra ở Lourenço Marques, Mozambique. Cô được biết đến với tập thơ của mình bằng tiếng Bồ Đào Nha Em vez de asas tenho braços ("Thay vì đôi cánh tôi có cánh tay"), xuất bản năm 1973. Cô được biết đến là tờ báo Expresso của Lisbon năm 1981.

## Ấn phẩm
- Maria do Carmo Abecassis (ngày 5 tháng 12 năm 1968). "Duas horas na vida de uma mulher". Diário Popular.
- Abecassis, Maria do Carmo (1973). Em vez de asas tenho braços. Lisbon: Edições Ática. tr. 226.